# Dutch Butterfly Team
Het Dutch Butterfly Team (DBT) is een selectiegroep van jonge (minimaal 15 jaar), talentvolle tafeltennissers uit Nederland onder leiding van bondscoach Danny Heister. Het initiatief werd in 2007 opgericht door de Nederlandse Tafeltennis Bond. De bedoeling van het DBT is om jonge spelers te begeleiden bij het combineren van sport en studie. Zodoende moeten ze worden klaargestoomd voor het spelen op internationaal niveau, waardoor er Nederlandse spelers aan kunnen sluiten bij de Europese top.
Spelers die worden opgenomen in het DBT krijgen de kans om te wonen en/of trainen op het Nationaal Sportcentrum Papendal. Geselecteerden blijven los van de extra geboden mogelijkheden bij hun eigen clubs spelen. Dit hoeft niet in een Nederlandse competitie te zijn.

## Leden
De volgende spelers maken of maakten deel uit van het DBT:
- Jelle Bosman - onder andere TTV Torenstad & GW Bad Hamm (Dui)
- Wai Lung Chung - onder andere De Toekomst & GW Bad Hamm (Dui)
- Pepijn Leppers - onder andere Petstra/DTK'70
- Casper ter Lüün - onder andere Openline Westa
- Boris de Vries - onder andere Bultman/Smash '70
- Martijn de Vries - onder andere Openline Westa